# Elzenwespvlinder
De elzenwespvlinder (Synanthedon spheciformis) is een nachtvlinder uit de familie Sesiidae, de wespvlinders. De voorvleugellengte bedraagt tussen de 12 en 14 millimeter. De soort komt verspreid over Europa en Siberië voor. Hij overwintert minstens twee jaar als rups.

## Waardplanten
De elzenwespvlinder heeft als waardplanten els en in mindere mate berk.

## Voorkomen in Nederland en België
De elzenwespvlinder is in Nederland en België een zeldzame soort, die verspreid over het hele gebied kan worden gezien. De vlinder kent één generatie die vliegt van halverwege mei tot halverwege juni.